# Balagny-sur-Thérain
Balagny-sur-Thérain är en kommun i departementet Oise i regionen Hauts-de-France i norra Frankrike. Kommunen ligger i kantonen Neuilly-en-Thelle som tillhör arrondissementet Senlis. År 2022 hade Balagny-sur-Thérain 1 639 invånare.

## Befolkningsutveckling
Antalet invånare i kommunen Balagny-sur-Thérain
| Referens: INSEE |